# Haemaphysalis bispinosa
Haemaphysalis bispinosa este o specie de căpușe din genul Haemaphysalis, familia Ixodidae, descrisă de Neumann în anul 1897. Conform Catalogue of Life specia Haemaphysalis bispinosa nu are subspecii cunoscute.